# On Leaves of Grass

On Leaves of Grass est le troisième album du Nova Express Quartet (John Medeski, Kenny Wollesen, Trevor Dunn et Joey Baron). La musique est composée, arrangée et dirigée par John Zorn. Ikue Mori est invitée sur une pièce. L'album fait référence au poète Walt Whitman (titres des pièces, illustrations) et à son ouvrage Leaves of Grass.

## Titres
| No | Titre                      | Durée |
| -- | -------------------------- | ----- |
| 1. | Whispers of Heavenly Death | 5:36  |
| 2. | Song at Sunset             | 3:22  |
| 3. | Halcyon Days               | 4:26  |
| 4. | Portals                    | 4:03  |
| 5. | Sea Drift                  | 5:10  |
| 6. | Song of the Open Road      | 3:48  |
| 7. | The Body Electric          | 2:55  |
| 8. | Mystic Cyphers             | 4:31  |
| 9. | America                    | 14:14 |

## Personnel
- Joey Baron - batterie
- Trevor Dunn - basse
- John Medeski - piano
- Kenny Wollesen - vibraphone

Invitée :
- Ikue Mori - électronique (8)